# 적색 직사각형 성운
적색 직사각형 성운(Red Rectangle Nebula)는 외뿔소자리에 있는 행성상 성운이다. 1970년대 초 천문학자들에 발견된 성운이며, 거대한 X자가 새겨진 사다리 형태를 하고 있다. 중심별은 HD 44179이며, 거의 사멸해가고 있는 형태이다. 적색 직사각형 성운은 편의상 행성상 성운으로 부르지만, 사실 원시 행성상 성운이다. 원시 행성상 성운이란, 행성상 성운이 되기 전의 행성상 성운과 비슷한 형태로, 가짜 행성상 성운으로 부른다. 가장 차가운 부메랑 성운도 원시 행성상 성운이다. 원시 행성상 성운의 주변 온도는 보통 매우 낮은 게 대부분인 경우가 많다.
원시 행성상 성운이 되면 그 후 행성상 성운이 되며, 나중에 이 행성상 성운에서 다시 별이 태어난다.